# Wang Hong
Wang Hong (王红) är en kinesisk idrottare som tog silver i bågskytte vid olympiska sommarspelen 1992.